# Kronet Til Konge
Kronet Til Konge - debiutancki albumy norweskiej grupy black metalowej Dødheimsgard. Oryginalnie płytę wydało Malicious Records, w roku 1995. Reedycja została wydana w roku 1999 przez Century Media Records. To jedyny album zespołu nagrany z Fenrizem. 

## Lista utworów
Opracowano na podstawie materiału źródłowego.
1. "Intro" – 1:00
2. "Å slakte Gud" (To Slaughter God) – 6:09
3. "En krig å seire" (A War to Win) – 4:58
4. "Jesu blod" (Blood of Jesus) – 4:51
5. "Midnattsskogens sorte kjerne" (The Black Core of The Midnightforest) – 6:47
6. "Kuldeblest over evig isøde" (Coldblast Over Eternal Ice) – 4:13
7. "Kronet til konge" (Crowned to be King) – 4:35
8. "Mournful, Yet and Forever" – 7:05
9. "Når vi har dolket guds hjerte" (When We Have Daggered Gods Heart) – 4:47
10. "Starcave, Depths and Chained" – 3:41
11. "When Heavens End" – 5:18
12. "Outro" – 0:44

## Twórcy
Opracowano na podstawie materiału źródłowego.
- Aldrahn - śpiew, gitara elektryczna
- Vicotnik - perkusja
- Fenriz - gitara basowa, syntezator